# Championnat du Sénégal de football 1988-1989
Navigation
Saison 1984 Saison 1990
La saison 1989-1990 du Championnat du Sénégal de football est la vingt-cinquième édition de la première division au Sénégal. Les seize meilleures équipes du pays sont regroupées au sein d'une poule unique où elles s'affrontent deux fois, à domicile et à l'extérieur. À l'issue du championnat, le dernier du classement est relégué et remplacé par le champion de Division 2.
Le vainqueur du championnat se qualifie pour la Coupe des clubs champions africains tandis que le vainqueur de la Coupe du Sénégal obtient son billet pour la Coupe des Coupes. Enfin, le deuxième du championnat se qualifie pour la Coupe de l'UFOA, une compétition régionale réservée aux clubs de l'Afrique de l'Ouest.

## Les clubs participants
| - ETICS Thiès - ASC Diaraf - SIDEC Dakar - Dialdiop SC - ASC Jeanne d'Arc - ASC Port Autonome - ASC Linguère - US Rail - US Gorée - Saltigue de Rufisque - US Ouakam - CSS - Casa Sports - ASFA - SONACOS - SEIB Diourbel |

## Compétition
Le barème de points servant à établir les classements se décompose ainsi :
- Victoire : 2 points
- Match nul : 1 point
- Défaite : 0 point

### Classement
| Rang | Équipe               | Pts | J | G | N | P | Bp | Bc | Diff |
| ---- | -------------------- | --- | - | - | - | - | -- | -- | ---- |
| 1    | ASC Diaraf           | 31  |   |   |   |   |    |    |      |
| 2    | ETICS Thiès          | 27  |   |   |   |   |    |    |      |
| 3    | ASC Port Autonome    | 24  |   |   |   |   |    |    |      |
| 4    | SIDEC Dakar          | 24  |   |   |   |   |    |    |      |
| 5    | ASC Linguère         | 23  |   |   |   |   |    |    |      |
| 6    | ASC Jeanne d'ArcT    | 22  |   |   |   |   |    |    |      |
| 7    | Casa Sports          | 21  |   |   |   |   |    |    |      |
| 8    | Dialdiop SC          | 21  |   |   |   |   |    |    |      |
| 9    | US Rail              | 19  |   |   |   |   |    |    |      |
| 10   | US Gorée             | 18  |   |   |   |   |    |    |      |
| 11   | US OuakamP,C         | 17  |   |   |   |   |    |    |      |
| 12   | Saltigue de Rufisque | 17  |   |   |   |   |    |    |      |
| 13   | SEIB Diourbel        | 17  |   |   |   |   |    |    |      |
| 14   | ASFA                 | 15  |   |   |   |   |    |    |      |
| 15   | SONACOSP             | 15  |   |   |   |   |    |    |      |
| 16   | CSS                  | 9   |   |   |   |   |    |    |      |

|  | Qualification pour la Coupe des clubs champions africains 1990                   |
|  | Qualification pour la Coupe des Coupes 1990                                      |
|  | Qualification pour la Coupe de l'UFOA 1990                                       |
|  | Relégation directe en Division 2                                                 |
|  | T : Tenant du titre C : Vainqueur de la Coupe du Sénégal P : Promu de Division 2 |

## Bilan de la saison
| Championnat du Sénégal de football 1988-1999 |                       |
| Champion                                     | ASC Diaraf (7e titre) |
| Coupes et trophées                           |                       |
| Vainqueur de la Coupe du Sénégal 1988-1999   | US Ouakam             |
| Qualifications continentales                 |                       |
| Coupe des clubs champions africains 1990     | ASC Diaraf            |
| Coupe des Coupes 1990                        | US Ouakam             |
| Coupe de l'UFOA 1990                         | ETICS Thiès           |
| Promotions et relégations                    |                       |
| Promus en Division 1                         | US Ouakam             |
| Promus en Division 1                         | SONACOS               |
| Relégués en Division 2                       | SONACOS               |
| Relégués en Division 2                       | CSS                   |